# Expedição (montanhismo)

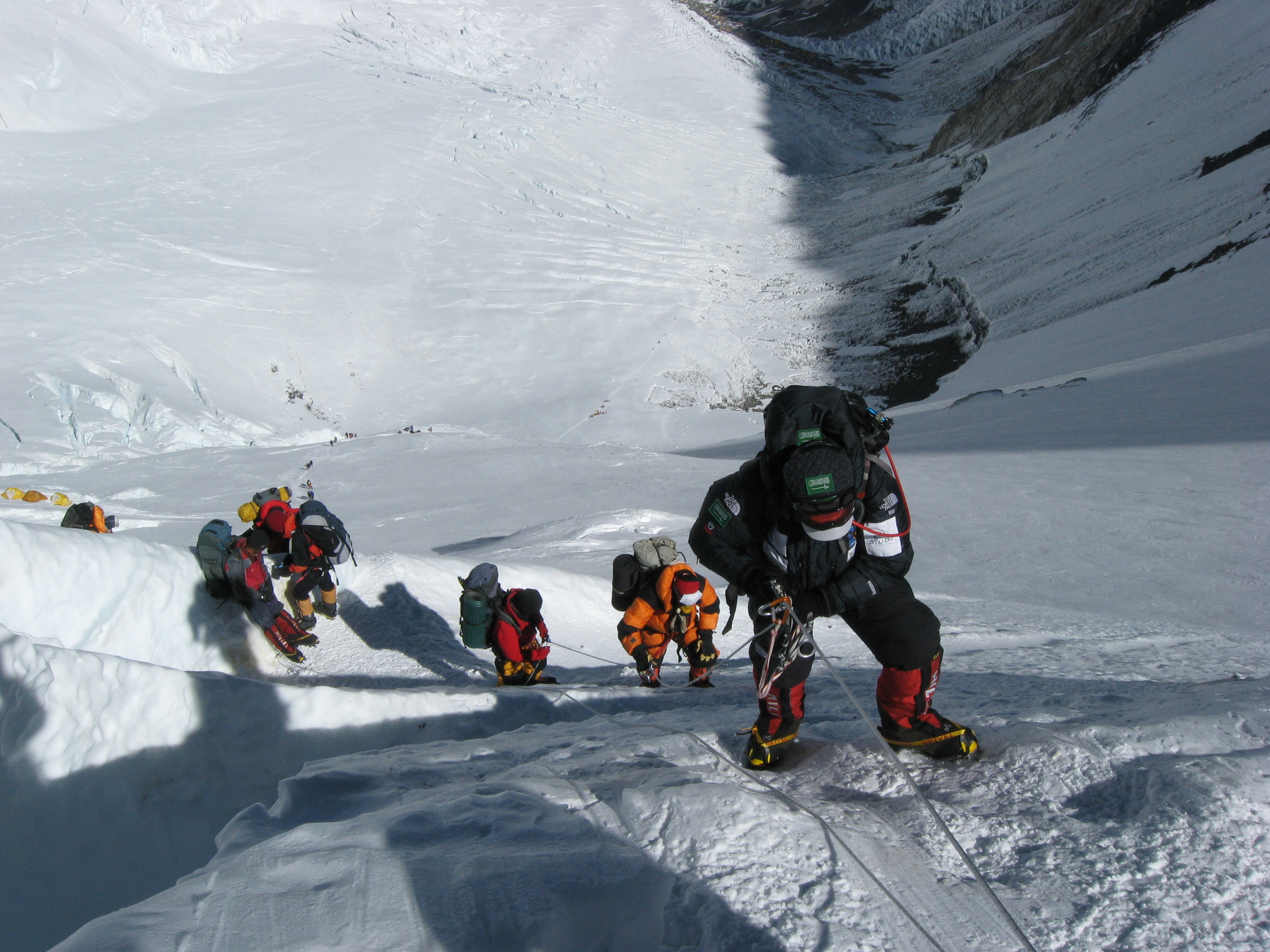
Ascensão no Evereste com corda fixa

A expedição, no alpinismo, refere-se a um certo estilo - fala-se de estilo expedição (sem proposição) - que implica a utilização de um campo de base, de vários campos intermédios (bivaques) até ao cume da montanha. É um estilo em que os alpinistas além de transportarem o próprio material alugam os serviços dos portadores, os xerpas, que habituados a viverem a altas altitudes têm uma resistência física em consequência.
Esta é o método histórico e o mais utilizado nas ascensões do  Evereste. A sua dificuldade é tal que se fala muitas vezes de conquista.

## Descrição
No estilo expedição, os alpinista atingem o campo de base e enquanto se aclimatam à diferença de altitude, os portadores sobem e descem para criar os campos intermediários e instalar escadas ou cordas fixas segundo as necessidades e a largura das crevasses. Os campos intermediários são normalmente designados como Campo I, Campo II, etc. 

## História
Foi em 1953 que Edmund Hillary acompanhado pelo xerpa Tenzing Norgay iniciaram este género de expedição. Posteriormente Erhard Loretan e Jean Troillet em 980, tentaram de fazer as ascensões ligeiras, mais do género do que se faz habitualmente com um estilo alpino.